# Abusu
Abusu (en basc) o La Peña (en castellà) és un barri del districte bilbaí d'Ibaiondo. Té una superfície de 0,46 kilòmetres quadrats i una població de 7.620 habitants (2008). Limita al nord amb el barri de Bilbo Zaharra, a l'oest amb San Adrian al sud amb Arrigorriaga i a l'est amb Santutxu i Bolueta.

## Situació
S'estén al llarg de la riba esquerra del Nervión des d'Urazurrutia en direcció a Bolueta o Basauri. També forma part d'aquest barri les zones de Santa Isabel, Olatxu i Ollargan.

## Història
L'origen del nom La Peña ve del nom d'una ermita que es va fundar al barri d'Abusu, pertanyent a l'elizate d'Arrigorriaga, anomenada Nuestra Señora de La Peña de Francia. Hi havia una antiga illa al riu Nervión anomenada San Cristóbal que va desaparèixer amb la canalització del riu després de les inundacions de 1983.
Després de les inundacions de 1983 i a causa dels danys que van causar al barri, es va desviar el riu cap a una nova llera de major capacitat. L'espai entre el barri i l'illa es va emplenar creant-se el Parc d'Ibaieder.

## Transport
- Renfe Rodalies Bilbao: Abusu i Ollargan, Línia C-3 Bilbao-Abando / Orduña.
- Bilbobus: línies per Abusu:

| Línia | Recorregut              | Freqüència (minuts) |
| ----- | ----------------------- | ------------------- |
| 50    | Buia - Plaça Circular   | 60´                 |
| 56    | Abusu - Sagrado Corazón | 10´ (8' en punta)   |
| G4 *  | Abusu - Plaça Circular  | 30´                 |

- La línia G4 és un servei nocturn, conegut com a Gautxori, que funciona els divendres de 23:00 a 2:00, i dissabtes de 23:00 a 7:00.